# Szlak rowerowy 13Z
Szlak rowerowy 13Z – Szlak rowerowy zielony znakowany szlak turystyczny w województwie śląskim.

## Charakterystyka
Jest to jedna z głównych tras rowerowych, tzw. trasa pierwszorzędna na Górnym Śląsku. Prowadzi przez Pogórze Śląskie, Wysoczyznę Kończycką i Płaskowyż Rybnicki. Na początku, końcu oraz w przebiegu łączy się z innymi trasami rowerowymi, w tym także z międzynarodowymi:  EuroVelo R4 oraz Szlakiem Greenways Kraków-Morawy-Wiedeń. 

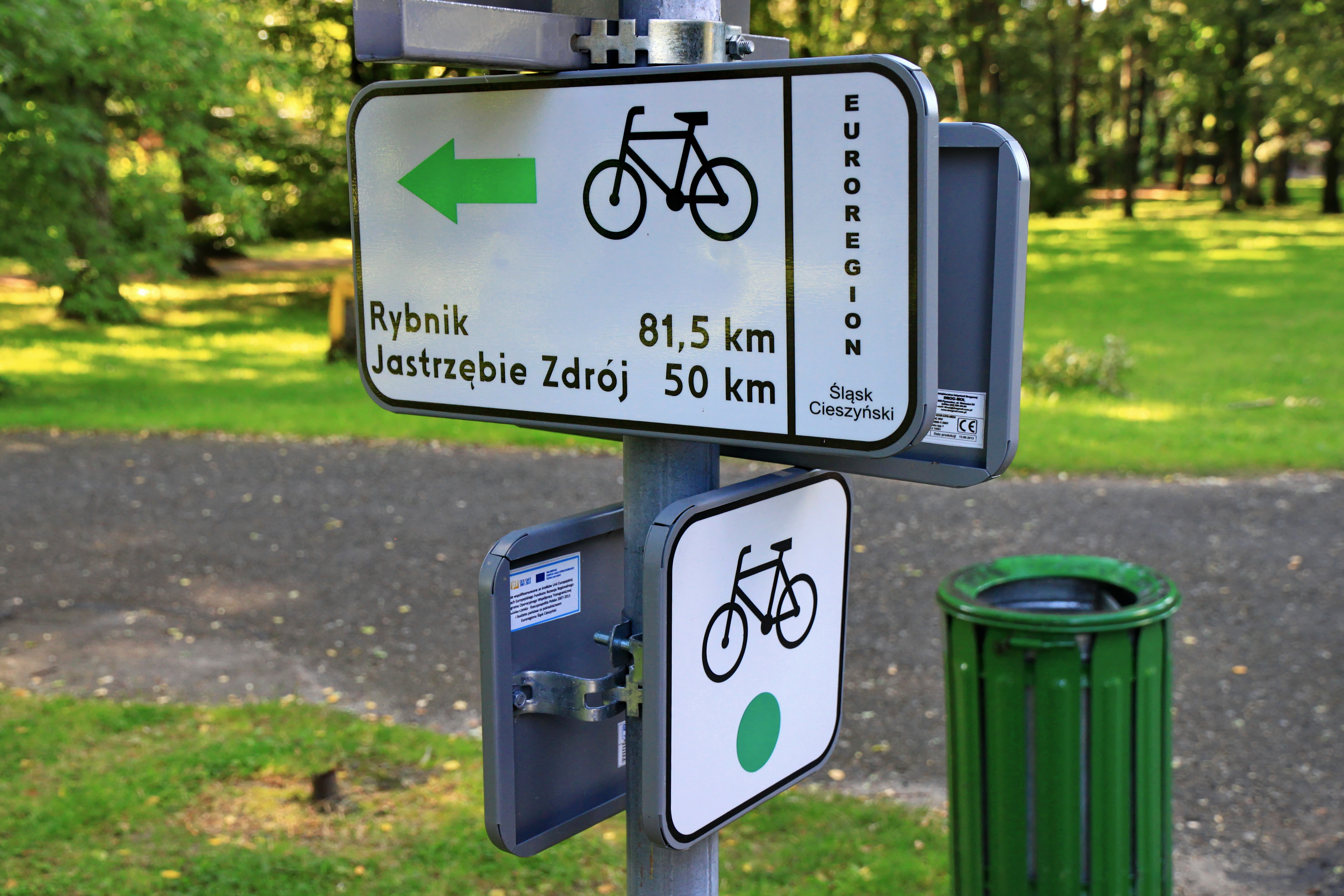
Początek szlaku rowerowego w Ustroniu, przy Alei Legionów
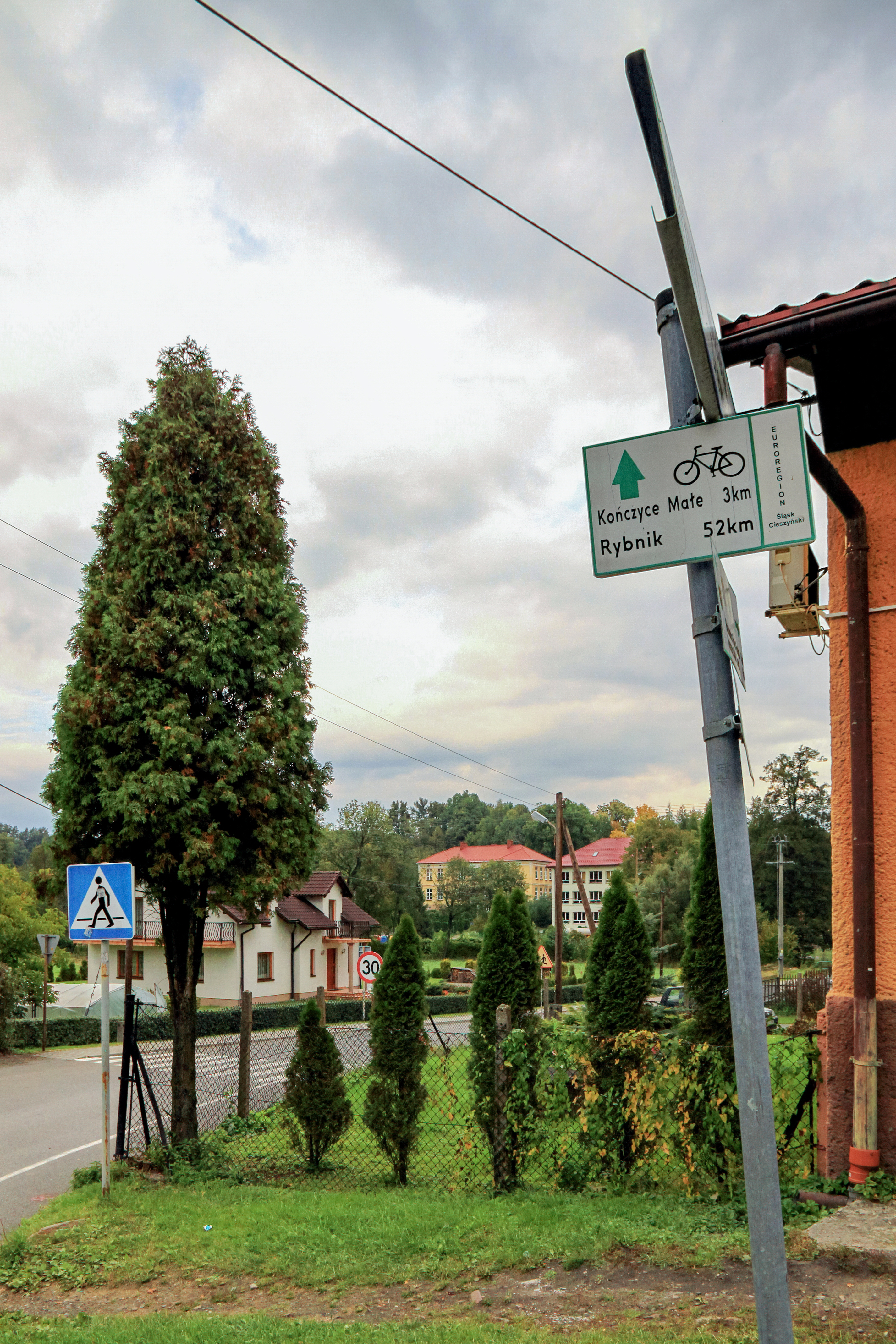
Znak szlaku w Kończycach Wielkich
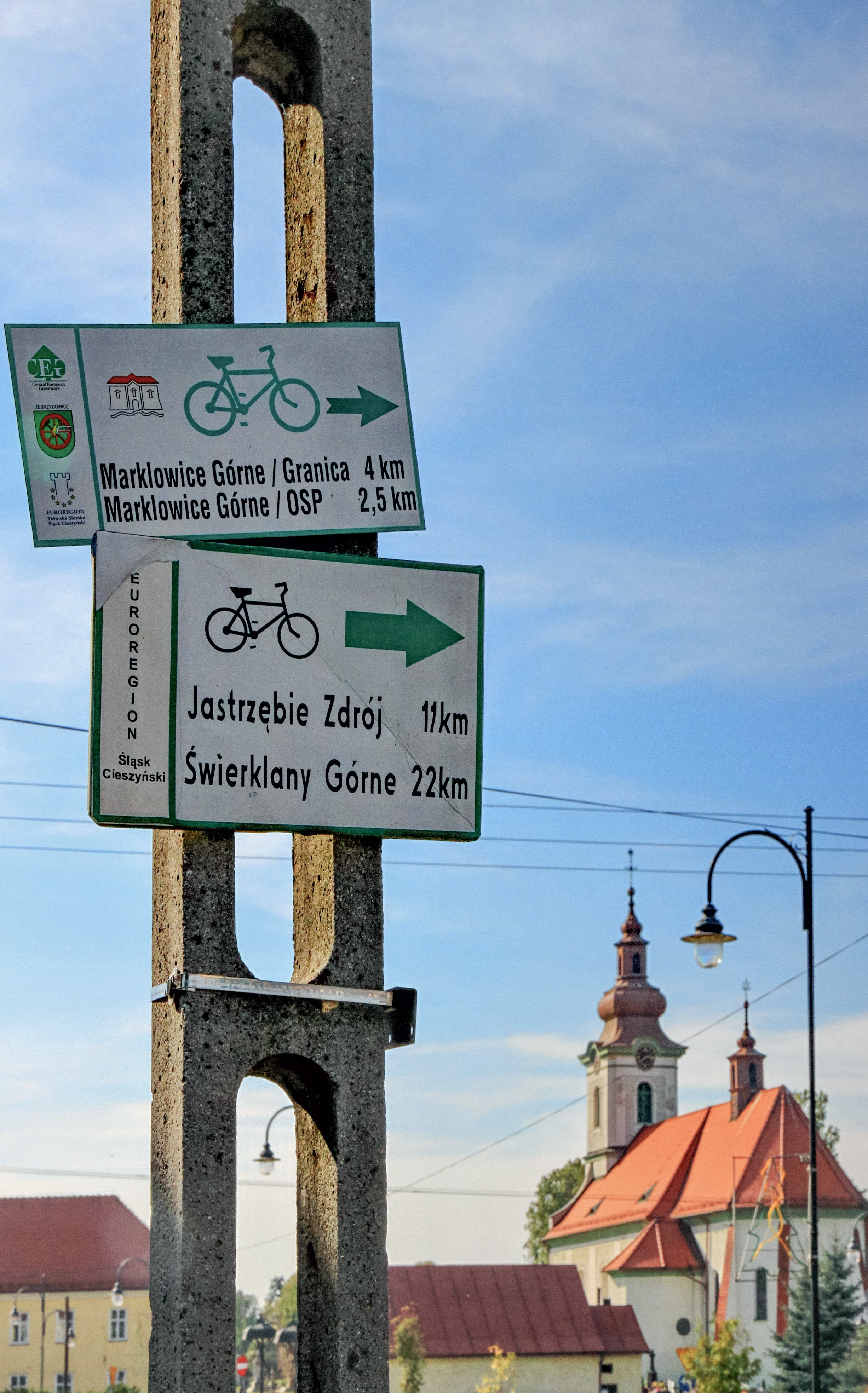
Znak szlaku w Zebrzydowicach